# 고양 해피니스 FC
고양 해피니스 FC(Goyang Happiness Football Club)는 대한민국 경기도 고양시에 있었던 축구 선수단이다. 고양해피니스가 운영했던 남자 세미프로 축구단이며, 2023년 1월에 창단되었고 2023년에 7월에 해단되었다.

## 역사
2022년 9월 15일에 고양시청과 연고지 협약을 맺었다. 2022년 12월 26일에 대한축구협회가 고양 해피니스 FC에 대해 2023년 K4리그 참가를 승인했다.
2023년 7월 3일, 대한축구협회는 고양 해피니스를 재정난으로 지속적인 리그 참가의 불가능성으로 판단하여서 K4리그로부터 퇴출하고, 고양 해피니스는 해체되었다.

## 선수단
- 2023년 2월 12일 기준

참고: FIFA 자격 규정에 따라 소속된 국가대표팀 국기를 표시합니다. 선수는 복수의 FIFA 비회원국 국적을 가지고 있을 수 있습니다.
| 번호 | 포지션 | 국적 | 이름    |
| ---- | ------ | ---- | ------- |
| 1    | GK     |      | 김철호  |
| 2    | DF     |      | 박건우  |
| 3    | DF     |      | 정호근  |
| 4    | MF     |      | 장동혁  |
| 6    | MF     |      | 윤호용] |
| 7    | FW     |      | 김형도  |
| 8    | MF     |      | 김찬    |
| 9    | MF     |      | 고민성  |
| 10   | FW     |      | 박인혁  |
| 11   | FW     |      | 정창용  |
| 13   | MF     |      | 김성훈  |
| 14   | MF     |      | 김예찬  |
| 15   | DF     |      | 명승호  |
| 16   | MF     |      | 유민수  |
| 17   | FW     |      | 신윤근  |
| 18   | MF     |      | 사동하  |

| 번호 | 포지션 | 국적 | 이름   |
| ---- | ------ | ---- | ------ |
| 19   | FW     |      | 유동규 |
| 20   | DF     |      | 이지원 |
| 21   | GK     |      | 손재혁 |
| 22   | DF     |      | 김현철 |
| 23   | MF     |      | 임성헌 |
| 24   | MF     |      | 이승준 |
| 25   | MF     |      | 김현호 |
| 26   | DF     |      | 정연찬 |
| 29   | FW     |      | 이상화 |
| 30   | FW     |      | 문창민 |
| 31   | GK     |      | 김종혁 |
| 33   | DF     |      | 박재민 |
| 34   | FW     |      | 오민규 |
| 37   | FW     |      | 임훈택 |
| 38   | MF     |      | 정유석 |
| 39   | MF     |      | 황일환 |
| 43   | FW     |      | 한의혁 |
| 44   | DF     |      | 권승리 |
| 55   | DF     |      | 전민광 |
| 77   | DF     |      | 김상원 |
| 88   | DF     |      | 김예성 |

## 참고 문헌
- “스포츠지원포털 등록 현황”. 대한체육회.
- “KFA 통합경기정보 시스템”. 대한축구협회.